# میشل اوکلر
میشل اوکلر (فرانسوی: Michel Auclair‎؛ ۱۴ سپتامبر ۱۹۲۲ – ۷ ژانویهٔ ۱۹۸۸) بازیگر اهل فرانسه بود. 
از فیلم‌هایی که وی در آن نقش داشته است، می‌توان به برای پنهان کردن یک پلیس، روز شغال و چهره بامزه، زن اغواگر و پزشک اشاره کرد.